# 橛
橛，是一種中國古代的兵器，又稱作點穴橛、攔馬橛，通常為堅木製，但也有用金屬打造，造型如同短棍，常成對使用，長度通常在三尺至五寸左右，乃是一種鈍器，技法有刺、劈、杵、截、扫、抖等。也常出現在武俠小說之中。

## 武術
橛作為兵器，在民間武術界被使用跟研創招式套路，如少林寺、查拳跟崆峒派、螳螂拳、大聖劈掛門、戴式心意拳等皆有相關的器械武術。
戴式心意拳的點穴橛又名卜天钻，属奇门双兵器，关如枣核，携带方便，技击中主要是点穴闭气，分筋错骨，用法有推、挟、穿、点、刺等多种。套路短小，器械凝身，风格独特，其要訣為「視陰而反陽去，視陽而反陰入，」。
《少林兵器總譜祕本》也收錄了少林一派修煉的橛主要有兩種，一種是點鋼橛，長約一尺一寸，把長四寸，清朝的如容高僧善於此器，另一種是地行雙橛，全長兩尺七寸，明朝的悟雷法師精於此器。

## 來源
1. ↑  .   [2022-12-14]. （原始内容存档于2022-12-14）.
2. ↑  .   [2022-12-14]. （原始内容存档于2022-12-14）.
3. ↑  .   [2022-12-14]. （原始内容存档于2022-12-14）.